# Nacoleia lunidiscalis
Nacoleia lunidiscalis là một loài bướm đêm trong họ Crambidae.